# ボー・ジャクソン
ヴィンセント・エドワード・ジャクソン（Vincent Edward "Bo" Jackson、1962年11月30日 - ）は、アメリカ合衆国・アラバマ州ベッセマー出身の元プロ野球選手（外野手、右投げ右打ち）及び元アメリカンフットボール選手（ランニングバック）。
MLB選手とNFL選手を長期間兼業したマルチアスリートであり、両スポーツで一流の成績を残した選手である。2021年時点で「北米4大プロスポーツリーグのうち2つのオールスターゲームに出場した唯一の選手」として現在も広く知られる。

## 経歴

### マルチアスリートとして
10人兄弟の8番目として生まれた。名前の「ヴィンス・エドワード」は、母親の好きな俳優の名前（ヴィンス・エドワーズ）からとった。高校時代からアメリカンフットボールのランニングバックとして活躍し、野球でも25試合で20本塁打を放つ長打力を誇った。
高校卒業時の1982年のMLBドラフトでMLBのニューヨーク・ヤンキースからドラフト指名（2巡目）を受けるが、オーバーン大学にアメフトの奨学金で進学。野球選手としては1985年に打率.401、本塁打17、打点43を記録する活躍。そして、アメフトでは大学最優秀選手賞にあたるハイズマン賞を受賞し、1984年のシュガーボウルのMVPにも輝いた。また、陸上競技（短距離）でもオリンピック候補になるなど、マルチアスリートとして去就が注目された。
1986年のNFLドラフトでNFLのタンパベイ・バッカニアーズからは全体1位指名され、当時の新人選手として最高額となる5年760万ドルを提示されたが、1986年のMLBドラフトで指名されたMLBのカンザスシティ・ロイヤルズを選び、バッカニアーズの提示した金額を下回る3年107万ドルで入団。野球を選択するにあたっては、「選手生命の長い野球をやってほしい」という母親の言葉がきっかけだったという。同年9月にはMLBに昇格し、本拠地ロイヤルズ・スタジアム史上最長の475フィートの本塁打を放った。
翌1987年には開幕からMLBでプレーし、22本塁打・53打点・10盗塁を記録。そして、この年のNFLドラフトで7巡目で指名したロサンゼルス・レイダースと7月に契約し、マルチアスリートとなった。「私の初恋は野球です。メジャーリーガーになるのが長年の夢でした 」「私の最優先事項はカンザスシティ・ロイヤルズです。フットボールは釣りや狩猟のように、野球シーズンが終わった後の趣味です 」と述べているように、両方のシーズンが重なる9月に関しては野球を優先し、NFLでプレーするのは10月以降という契約となった（もう一人の兼業選手のディオン・サンダースはNFL優先であった）。
ただしこの契約に関しては非難の声も上がり、1987年の後半はベンチを温めることが多くなった。
1987年11月30日に行われたシアトル・シーホークスとのマンデーナイトフットボールでマンデーナイトフットボール記録となる221ヤードを走り、91ヤードのTDランもあげた。
その後も両方のスポーツで活躍を見せ、MLBでは1989年にファン投票で最多得票でMLBオールスターゲームに選出された。ナショナルリーグ先発投手のリック・ラッシェル（サンフランシスコ・ジャイアンツ）から448フィート（137m）の特大先頭打者本塁打を放ち、次の打席では勝ち越し点となる適時打となる内野安打、さらに盗塁を記録し、オールスターゲーム史上1960年のウィリー・メイズ以来となる1試合で本塁打と盗塁を記録し、MVPも受賞した。
1990年7月11日に対ボルチモア・オリオールズ戦で有名な「壁走りキャッチ」を行っている。走りながらフェンス近くで捕球した後にフェンスに気付き、激突を避けるために2、3歩進んでからフェンスを駆け上がり、垂直に飛び降りた。
NFLでもわずか4シーズン、しかも全てのシーズンにおいて途中からの出場にもかかわらず、ランで通算2782ヤード獲得、16タッチダウン。レシーブでも40回のキャッチで352ヤード獲得、2タッチダウンを記録した。1987年11月30日の対シアトル・シーホークス戦（マンデーナイト）で記録したランでの1試合221ヤード獲得は、現在でもNFLのマンデーナイトのレコードとなっている。1990年にはプロボウル（1991年のプロボウル）に選出され、「MLBオールスターゲームとプロボウルの両方に出場した最初の（2021年時点で唯一の）選手」となった。

### 故障とカムバック
1990年にレイダースがプレイオフに進出。しかし、1991年1月13日、対シンシナティ・ベンガルズ戦で後方からタックルを受けた際に臀部を負傷。股関節を脱臼し、また自分で無理に関節をはめ直したことも相まって周囲の重要な血管を切断してしまう事態となった。この負傷は極めて重く、ジャクソンには人工関節を入れる手術が必要となった。このためロイヤルズはジャクソンの選手生命が絶たれたと判断し、3月18日に解雇した。
しかし、ジャクソンは人工関節という重いハンデを負いながらも懸命のリハビリに励み、1991年4月3日にシカゴ・ホワイトソックスと契約。9月2日から閉幕にかけて23試合に出場したが再び故障が悪化したため、1991年にはアメフトからの引退を発表。1992年の一年間はMLBでのプレーは出来なかった。
1993年には85試合の出場で16本塁打を放ち、スポーティング・ニュース年間最優秀カムバック·プレーヤーとトニー・コニグリアロ賞を受賞。
1993年のシーズン終了後、フリーエージェント（FA）となり、1994年1月31日にカリフォルニア・エンゼルスと契約したが、1994-95年のストライキ突入2日前の同年8月10日が最後の出場となってしまった。
短期間ながら、米国を代表する双方のプロスポーツで優秀な成績を残したことは21世紀の現在でも高く評価されており、不幸な怪我によりその全盛期に突然に選手生命が絶たれたことを惜しむ声も多い。怪我がなければ双方の殿堂入りは十分狙えたと言われているが、これはジャクソン自身が私生活においても規律が取れた人間であり、その極めて高い身体能力に胡坐をかくことなく、非常に真面目で暴力的な面がなく、そして自己鍛錬を欠かさぬ性格だったことにも裏付けされている。またアナボリックステロイドに対しても当時から危機感を抱いており、後のインタビューで薬物に頼ることは絶対にしなかったと証言している。

### 引退後
近年制作されたジャクソンのドキュメンタリー番組によると、現在は妻と自宅でひっそりと暮らしており、クラブやパーティには一切興味がなく、派手な生活は嫌いであると語っている。NFLやMLBにもさほど興味はなく、番組内では20分と見られないと語っている。趣味のハンティング（ただし、狩猟で得た獲物は全て食肉しており、無駄な狩りはしないとしている）を自作の弓矢で行うことが最大の楽しみであると語っている。

## 人気
1989年にはロックの殿堂入りも果たしたボー・ディドリーと共演した有名な"Bo Knows（ボーは知っている）"のナイキの広告によってスポーツファン以外にも高い知名度を誇っている。
「ビデオゲーム史上最も偉大なアスリート」とも言われている。スーパーファミコン用ソフト『テクモ・スーパーボウル』（テクモ）では「テクモ・ボウ」の愛称で親しまれ、1990年には『ボー・ジャクソンの野球』も発売されている。

## 詳細情報

### MLBでの年度別打撃成績
| 年 度    | 球 団    | 試 合 | 打 席 | 打 数 | 得 点 | 安 打 | 二 塁 打 | 三 塁 打 | 本 塁 打 | 塁 打 | 打 点 | 盗 塁 | 盗 塁 死 | 犠 打 | 犠 飛 | 四 球 | 敬 遠 | 死 球 | 三 振 | 併 殺 打 | 打 率 | 出 塁 率 | 長 打 率 | O P S |
| -------- | -------- | ----- | ----- | ----- | ----- | ----- | -------- | -------- | -------- | ----- | ----- | ----- | -------- | ----- | ----- | ----- | ----- | ----- | ----- | -------- | ----- | -------- | -------- | ----- |
| 1986     | KC       | 25    | 91    | 82    | 9     | 17    | 2        | 1        | 2        | 27    | 9     | 3     | 1        | 0     | 0     | 7     | 0     | 2     | 34    | 1        | .207  | .286     | .329     | .615  |
| 1987     | KC       | 116   | 434   | 396   | 46    | 93    | 17       | 2        | 22       | 180   | 53    | 10    | 4        | 1     | 2     | 30    | 0     | 5     | 158   | 3        | .235  | .296     | .455     | .751  |
| 1988     | KC       | 124   | 468   | 439   | 63    | 108   | 16       | 4        | 25       | 207   | 68    | 27    | 6        | 1     | 2     | 25    | 6     | 1     | 146   | 6        | .246  | .287     | .472     | .759  |
| 1989     | KC       | 135   | 561   | 515   | 86    | 132   | 15       | 6        | 32       | 255   | 105   | 26    | 9        | 0     | 4     | 39    | 8     | 3     | 172   | 10       | .256  | .310     | .495     | .805  |
| 1990     | KC       | 111   | 456   | 405   | 74    | 110   | 16       | 1        | 28       | 212   | 78    | 15    | 9        | 0     | 5     | 44    | 2     | 2     | 128   | 10       | .272  | .342     | .523     | .865  |
| 1991     | CWS      | 23    | 84    | 71    | 8     | 16    | 4        | 0        | 3        | 29    | 14    | 0     | 1        | 0     | 1     | 12    | 1     | 0     | 25    | 3        | .225  | .333     | .408     | .741  |
| 1993     | CWS      | 85    | 308   | 284   | 32    | 66    | 9        | 0        | 16       | 123   | 45    | 0     | 2        | 0     | 1     | 23    | 1     | 0     | 106   | 5        | .232  | .289     | .433     | .722  |
| 1994     | CAL      | 75    | 224   | 201   | 23    | 56    | 7        | 0        | 13       | 102   | 43    | 1     | 0        | 0     | 2     | 20    | 2     | 1     | 72    | 2        | .279  | .344     | .507     | .851  |
| MLB：8年 | MLB：8年 | 694   | 2626  | 2393  | 341   | 598   | 86       | 14       | 141      | 1135  | 415   | 82    | 32       | 2     | 17    | 200   | 20    | 14    | 841   | 40       | .250  | .309     | .474     | .783  |

- 各年度の太字はリーグ最高

### NFLでの年度別・通算成績

#### レギュラーシーズン
| 年度     | チーム   | 背 番 号 | 試合 | 試合 | ラン   | ラン        | ラン             | ラン          | ラン | レシーブ  | レシーブ    | レシーブ         | レシーブ  | レシーブ | ファンブル    | ファンブル |
| 年度     | チーム   | 背 番 号 | 出場 | 先発 | 捕球数 | 獲得 ヤード | 平均 獲得 ヤード | 最長 レシーブ | TD   | 試行 回数 | 獲得 ヤード | 平均 獲得 ヤード | 最長 ラン | TD       | ファン ブル数 | ロスト     |
| -------- | -------- | -------- | ---- | ---- | ------ | ----------- | ---------------- | ------------- | ---- | --------- | ----------- | ---------------- | --------- | -------- | ------------- | ---------- |
| 1987     | RAI      | 34       | 7    | 0    | 81     | 554         | 6.8              | 91T           | 4    | 16        | 136         | 8.5              | 23        | 2        | 0             | 0          |
| 1988     | RAI      | 34       | 10   | 0    | 136    | 580         | 4.3              | 25            | 3    | 9         | 79          | 8.8              | 27        | 0        | 0             | 0          |
| 1989     | RAI      | 34       | 11   | 0    | 173    | 950         | 5.5              | 92T           | 4    | 9         | 69          | 7.7              | 20        | 0        | 0             | 0          |
| 1990     | RAI      | 34       | 10   | 0    | 125    | 698         | 5.6              | 88            | 5    | 6         | 68          | 11.3             | 18        | 0        | 0             | 0          |
| NFL：4年 | NFL：4年 | NFL：4年 | 38   | 0    | 515    | 2,782       | 5.4              | 92            | 16   | 40        | 352         | 8.8              | 27        | 2        | 0             | 0          |

- 太字は自身最高記録

### 獲得タイトル他
MLB
- MLBオールスターゲーム選出、MVP受賞：各1回（1989年）
- スポーティング・ニュース年間最優秀カムバック·プレーヤー受賞：1回（1993年）
- トニー・コニグリアロ賞受賞：1回（1993年）

NFL
- プロボウル選出：1回（1990年）

### 背番号
MLB
- 16 （1986年 - 1990年）
- 8 （1991年、1993年）
- 22（1994年）

NFL
- 34（1987年 - 1990年）